# Zopf

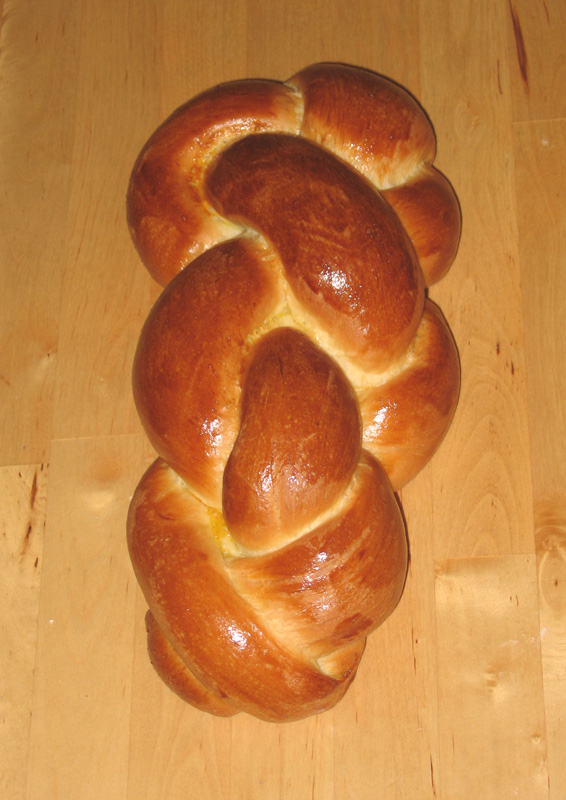
Zopf.

El zopf (literalmente ‘trenza’) o züpfe es un tipo de pan suizo hecho de harina blanca, leche, huevo, mantequilla y levadura. Es similar en apariencia al jalá judío. La masa se pinta con yema antes de hornearla, lo que resulta en una corteza dorada. Se cuece con forma de trenza y tradicionalmente se come las mañanas de los domingos. Una variante suaba es conocida como hefekranz o hefezopf y se diferencia del zopf suizo en que es dulce. El nombre "Zopf" se deriva de la forma del pan que literalmente significa "trenza", por lo tanto es similar al Jalá.